# Tetiana Savchenko
Tetiana Savchenko (en ucraniano: Тетяна Савченко; 4 de junio de 1967) es una deportista ucraniana que compitió en remo. Ganó una medalla de oro en el Campeonato Mundial de Remo de 1998, en la prueba de cuatro sin timonel.

## Palmarés internacional
| Campeonato Mundial | Campeonato Mundial | Campeonato Mundial | Campeonato Mundial |
| Año                | Lugar              | Medalla            | Prueba             |
| ------------------ | ------------------ | ------------------ | ------------------ |
| 1998               | Colonia (Alemania) | Medalla de oro     | Cuatro sin timonel |